# Tall an-Naka
Tall an-Naka (arab. تل الناقة) – wieś w Syrii, w muhafazie Hims. W 2004 roku liczyła 968 mieszkańców.